# Pavel Vrba
Pavel Vrba (Přerov, 6 de dezembro de 1963) é um treinador de futebol e ex-futebolista tcheco. Atualmente é o treinador do Sparta Praga. É conhecido por aplicar um método de futebol ofensivo nas equipas que treina.
Como jogador, destacou-se pelo Baník Havířov entre 1989 e 1993. Jogou também por Železárny Prostějov, RH Cheb, Baník Ostrava e FC Přerov, onde encerrou a carreira em 1994, virando treinador da equipe no mesmo ano, comandando-a até 1996, quando trabalhou como auxiliar-técnico no Baník, chegando a treinar o clube por 5 jogos em 2003. Destacou-se também como técnico do MSK Žilina, onde foi campeão da Supercopa e da Copa nacional em 2006-07.
Seu trabalho mais conhecido foi no Viktoria Plzeň, onde em 2010 levou o clube ao título da Copa da República Checa pela primeira vez na história, sendo eleito como o treinador checo do Ano. Na temporada seguinte, levou o Viktoria ao seu primeiro título nacional, e foi eleito com o título de "Treinador checo do Ano" também em 2011 e 2012.

## Títulos

### Com oMSK Žilina
- Super Une Eslovaca(1): 2006–07

### Com o Viktoria Plzeň
- Une Gambrinus (2): 2010–11, 2012–13
- Copa Checa  (1): 2009–10
- Super copa  Checa (1): 2011

## Individual
Treinador checo do ano (3): 2010, 2011, 2012